# Chamois Niortais
Chamois Niortais Football Club (adesea denumit Les Chamois, Chamois Niortais, sau pur și simplu Niort) este un club de fotbal francez cu sediul în Niort, în departamentul Deux-Sèvres din vestul Franței care evoluează în Championnat National. A fost fondat în 1925 de Charles Boinot, fiul proprietarului unei fabrici locale de piele de căprioară. Stadionul pe care joacă meciurile de pe teren propriu clubul este Stade René Gaillard din Niort, care are o capacitate de 10.898 de locuri, deși în ultimii 20 de ani, în general, asistența a fost în medie sub 5.000 de spectatori pe meci, din cauza numărului relativ mic de fani ai clubului. 
În primii 20 de ani de existență a clubului, acesta a jucat în ligile locale din regiunea Centre-Ouest. În 1945, după cel de-al Doilea Război Mondial, echipa s-a alăturat Championnat de France amateur. A obținut promovarea în Divizia 3 în 1970 și a rămas în această divizie în următoarele opt sezoane. Din 1980 până în 1984, echipa a jucat în Divizia 4, înainte de a promova din nou în Divizia 3. Clubul a obținut statutul de profesionist pentru prima dată în anul următor, când a promovat în Divizia 2. După o nouă promovare în 1987, au jucat în Ligue 1 doar pentru sezonul 1987-88, după care au fost retrogradați în sezonul următor.
Chamois Niortais a retrogradat în Championnat National în 2008, iar în sezonul următor a retrogradat din nou, pierzându-și statutul de profesionist. După ce a terminat pe locul al doilea în Championnat National, echipa a promovat în Ligue 2 pentru sezonul 2012-2013.